# 5 marca
5 marca jest 64. (w latach przestępnych 65.) dniem w kalendarzu gregoriańskim. Do końca roku pozostaje 301 dni.

## Święta
- Imieniny obchodzą: Adrian, Adrianna, Adriana, Fokas, Fryderyk, Gerazym, Jan, Jeremiasz, Konon, Krzysztof, Marek, Oliwia, Pakosław, Teofil, Wergilia, Wergiliusz, Wirgilia, Wirgiliusz i Wolimir
- Kornwalia – Dzień św. Pirana
- Polska:
  - Dzień Teściowej
  - Dzień Geodety Europejskiego i Geoinformacji (od 2012 z inicjatywy Europejskiej Organizacji Geodetów z okazji 500. rocznicy urodzin Gerarda Merkatora)[1]
  - Dzień Dentysty[2]
- Wspomnienia i święta w Kościele katolickim[3][4] obchodzą:
  - św. Hadrian (męczennik)
  - św. Jan Józef od Krzyża (zakonnik)
  - bł. Jeremiasz z Wołoszczyzny (również 5 kwietnia)
  - św. Kiaran z Saigir (apostoł Irlandii)
  - św. Konon (męczennik)
  - św. Oliwia z Brescii (męczennica) (również 18 kwietnia)
  - św. Piran (opat)
  - św. Wirgiliusz z Arles (biskup)

## Wydarzenia w Polsce
- 1283 – Książę świecki i gdański Mściwoj II nadał Sopot cystersom oliwskim (pierwsza w historii wzmianka o Sopocie).
- 1569 – Król Zygmunt II August ogłosił przyłączenie województwa podlaskiego do Korony Królestwa Polskiego.
- 1603 – Wojna polsko-szwedzka o Inflanty: zwycięstwo wojsk polskich pod wodzą hetmana Jana Karola Chodkiewicza w bitwie pod Rakvere.
- 1863 – Powstanie styczniowe: zwycięstwo powstańców w bitwie pod Skałą.
- 1938 – Premiera filmu Królowa przedmieścia w reżyserii Eugeniusza Bodo.
- 1945:
  - Stanisław Tołwiński został prezydentem Warszawy.
  - Wojska 1. Frontu Białoruskiego Armii Czerwonej zdobyły: Białogard, Bierzwnicę, Gryfice, Kamień Pomorski i Stargard.
- 1953 – Ppor. Franciszek Jarecki uprowadził odrzutowy samolot myśliwski MiG-15bis i wylądował nim na duńskiej wyspie Bornholm.
- 1957 – Dokonano dokładnego wytyczenia granicy polsko-radzieckiej w dawnych Prusach Wschodnich, na Zalewie Wiślanym i Mierzei Wiślanej.
- 1960 – Dokonano oblotu szybowca SZD-25 Lis.
- 1964 – Premiera filmu wojennego Skąpani w ogniu w reżyserii Jerzego Passendorfera.
- 1973 – Koła Młodzieży Wojskowej zostały przekształcone w Socjalistyczny Związek Młodzieży Wojskowej, który wszedł w skład Federacji Socjalistycznych Związków Młodzieży Polskiej.
- 1984 – Premiera filmu Kartka z podróży w reżyserii Waldemara Dzikiego.
- 1988 – Rozpoczęło nadawanie Studio Ursynat, pierwsza polska prywatna stacja telewizyjna i pierwsza sieć telewizji kablowej.
- 1992 – Hanna Gronkiewicz-Waltz została prezesem NBP.
- 1993 – Jarosław Kaczyński ujawnił tajną instrukcję UOP dotyczącą zakładania podsłuchów i inwigilacji partii politycznych.
- 2002 – Została zarejestrowana Platforma Obywatelska.
- 2006:
  - Premiera 1. odcinka serialu telewizyjnego Ranczo w reżyserii Wojciecha Adamczyka.
  - W Toruniu wykryto ptasią grypę u łabędzia. Był to pierwszy przypadek wirusa ptasiej grypy w Polsce. Niebawem potwierdzono, że ptak zarażony był groźnym dla ludzi wirusem typu H5N1.

## Wydarzenia na świecie

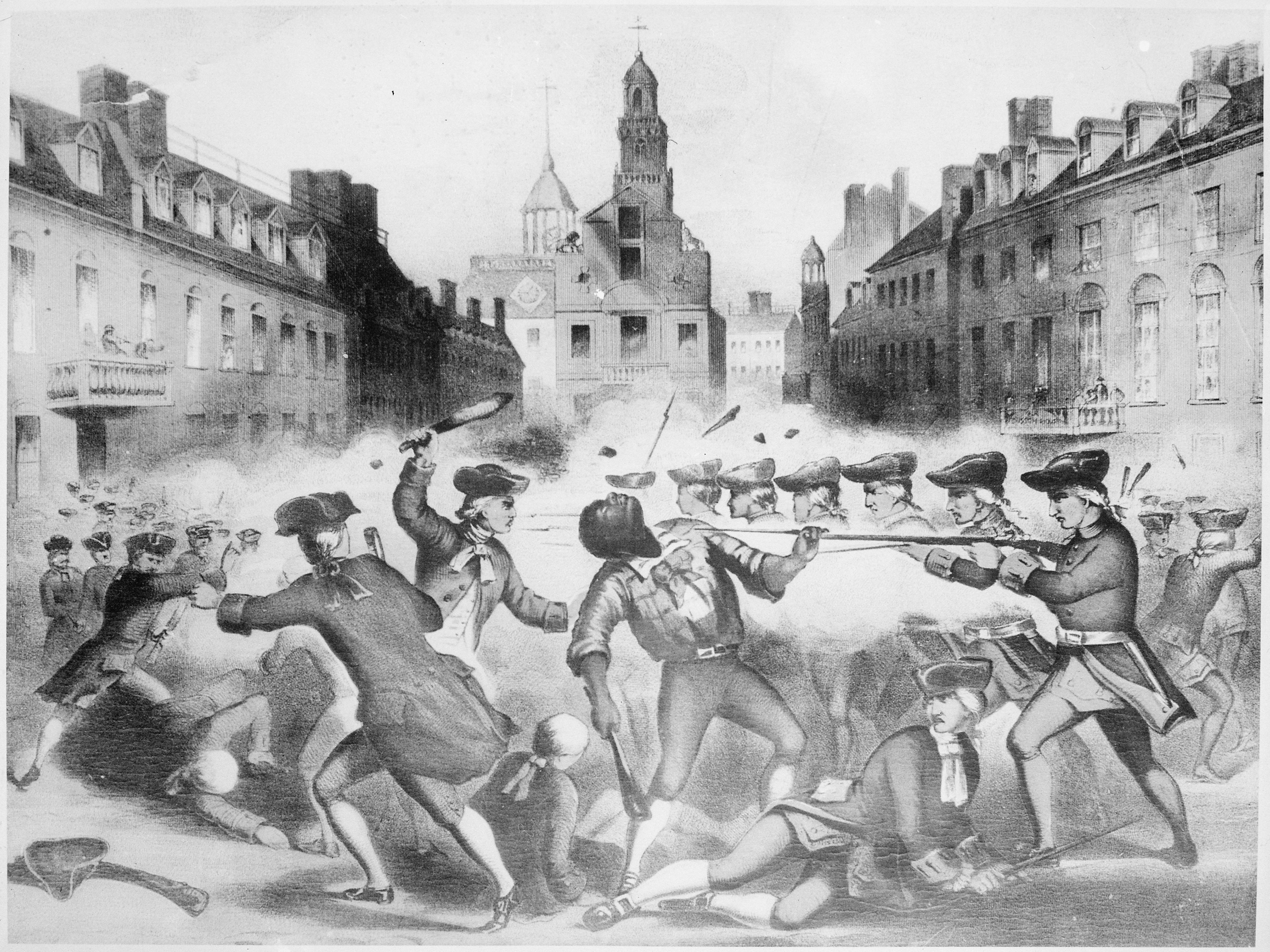
Masakra bostońska na litografii z XIX wieku

- 363 – Cesarz rzymski Julian Apostata wyruszył z Antiochii na wyprawę wojenną przeciwko Persom, w czasie której zginął.
- 1279 – Wielki książę litewski Trojden rozgromił w bitwie pod Aizakraukle armię inflanckiej gałęzi zakonu krzyżackiego.
- 1329 – W Pampelunie odbyła się koronacja Joanny II z Nawarry i Filipa III na królową i króla Nawarry.
- 1496 – Król Anglii Henryk VII Tudor wydał włoskiemu żeglarzowi w służbie angielskiej Giovanniemu Caboto patent na odkrywanie nieznanych lądów.
- 1616 – Dzieło Mikołaja Kopernika De revolutionibus orbium coelestium (O obrotach sfer niebieskich) trafiło na kościelny indeks ksiąg zakazanych.
- 1684 – Powołano Świętą Ligę – sojusz Polski, Wenecji, Austrii i Państwa Kościelnego przeciw Imperium Osmańskiemu i Tatarom.
- 1770 – W Bostonie wojsko użyło broni palnej przeciwko demonstrującym przeciwnikom rządów brytyjskich (masakra bostońska).
- 1798 – Wojska francuskie rozpoczęły inwazję na Szwajcarię.
- 1804 – Dzień po wybuchu szybko stłumionego buntu więźniów irlandzkich, znanego jako rebelia w Castle Hill, gubernator Nowej Południowej Walii Philip Gidley King wprowadził stan wojenny na obszarze miasta Sydney.
- 1811 – Wojna na Półwyspie Iberyjskim: zwycięstwo wojsk brytyjsko-hiszpańsko-portugalskich nad francuskimi w bitwie pod Barossą.
- 1818 – W Neapolu odbyła się premiera opery Mojżesz w Egipcie Gioacchino Rossiniego.
- 1821 – Prezydent USA James Monroe został zaprzysiężony na drugą kadencję. Uroczystość została opóźniona o dzień z powodu złej pogody.
- 1823 – Michael Faraday po raz pierwszy uzyskał chlor w stanie ciekłym.
- 1824 – Wybuchła I wojna brytyjsko-birmańska.
- 1835 – Samuel Colt założył w Paterson w stanie New Jersey Patent Arms Manufacturing Company, gdzie rozpoczął produkcję rewolwerów.
- 1844 – Ukazało się pierwsze wydanie kanadyjskiego dziennika „The Globe and Mail”.
- 1849 – Powstanie węgierskie: zwycięstwo wojsk węgiersko-polskich nad austriackimi w bitwie pod Szolnokiem.
- 1856 – W Szwecji uruchomiono pierwszy odcinek kolei normalnotorowej (Nora-Ervalla).
- 1860 – Modena, Parma, Romania i Toskania przyłączyły się w drodze referendum do Królestwa Sardynii.
- 1862 – W Pradze założono pierwsze gniazdo towarzystwa sportowego „Czeski Sokół”.
- 1866:
  - Biskupstwo Buenos Aires zostało podniesione do godności archidiecezji.
  - Oddano do użytku budynek parlamentu w Oslo.
- 1868 – W mediolańskiej La Scali odbyła się prapremiera opery Mefistofeles Arrigo Boito do własnego libretta według Fausta Johanna Wolfganga Goethego.
- 1872 – Amerykanin George Westinghouse uzyskał patent na kolejowy hamulec pneumatyczny.
- 1876 – Ukazało się pierwsze wydanie włoskiego dziennika „Corriere della Sera”.
- 1888 – Węgier Sámuel Teleki jako pierwszy Europejczyk dotarł do Jeziora Rudolfa w Afryce.
- 1891 – Francuski astronom Auguste Charlois odkrył planetoidę (307) Nike.
- 1893 – Hamad ibn Suwajni został sułtanem Zanzibaru.
- 1894:
  - Francuski astronom Fernand Courty odkrył planetoidę (387) Aquitania.
  - W Wielkiej Brytanii utworzono rząd lorda Rosebery’ego.
- 1898 – Konrad zu Hohenlohe-Schillingsfürst został premierem Austrii.
- 1903 – Deutsche Bank i rząd turecki zawarły porozumienie w sprawie budowy Kolei Bagdadzkiej, która miała połączyć Berlin z Basrą, w celu uniezależnienia się Niemiec od dostaw surowców drogą morską.
- 1907 – W Petersburgu zwołano Drugą Dumę liczącą 518 posłów, w tym 46 posłów polskich (35 posłów z Królestwa i 11 posłów z Koła Kresowego). Wydarzeniu towarzyszyło 40-tysięczna demonstracja, którą rozpędziły oddziały wojskowe.
- 1916:
  - Płynący z Barcelony do Buenos Aires hiszpański liniowiec oceaniczny „Príncipe de Asturias” zatonął na wysokości brazylijskiego miasta Santos, w wyniku czego zginęło 445 spośród 588 osób na pokładzie.
  - Założonego hiszpański klub piłkarski RCD Mallorca.
- 1918 – I wojna światowa: Rumunia podpisała zawieszenie broni z państwami centralnymi.
- 1930 – Pandeli Evangjeli został po raz drugi premierem Albanii.
- 1931 – Powstała Komunistyczna Partia Wenezueli (PCV).
- 1933 – W wyborach parlamentarnych w Niemczech zwyciężyła NSDAP zdobywając 44% głosów.
- 1936:
  - Dokonano oblotu brytyjskiego myśliwca Supermarine Spitfire.
  - Odbyła się 8. ceremonia wręczenia Oscarów.
- 1938 – Wojna domowa w Hiszpanii: rozpoczęła się bitwa koło przylądka Palos.
- 1940 – Biuro Polityczne KC WKP(b) podjęło decyzję o wymordowaniu ok. 25 tysięcy polskich jeńców wojennych.
- 1942:
  - Wojna na Pacyfiku: wojska japońskie zajęły Batavię (Dżakartę).
  - W Szkocji przeprowadzono pierwsze praktyczne próby prototypu wykrywacza min wynalezionego przez poruczników Józefa Kosackiego i Andrzeja Garbosia.
- 1943:
  - Dokonano oblotu brytyjskiego myśliwca Gloster Meteor.
  - Front zachodni: od ataku 412 bombowców RAF na fabrykę amunicji Kruppa w Essen rozpoczęła się, trwająca do 31 lipca, kampania strategicznych bombardowań Zagłębia Ruhry przez lotnictwo alianckie.
  - Premiera amerykańskiego horroru Frankenstein spotyka Człowieka Wilka w reżyserii Roya Williama Neilla.
- 1944 – Bitwa o Atlantyk: niemiecki okręt podwodny U-366 został zatopiony na Morzu Norweskim rakietami wystrzelonymi przez samolot Fairey Swordfish z lotniskowca eskortowego HMS „Chaser”, w wyniku czego zginęła cała, 50-osobowa załoga.
- 1945 – Front zachodni: w wyniku brytyjskiego nalotu bombowego na Chemnitz zginęło około 4 tys. osób.
- 1946:
  - Na kanale La Manche zatonął w kolizji polski frachtowiec „Kielce”.
  - W przemówieniu w Fulton w stanie Missouri Winston Churchill po raz pierwszy użył określenia „żelazna kurtyna”, określającego linię podziału Europy na blok wschodni i zachodni. Przemówienie to przyjmuje się za początek zimnej wojny.
- 1947 – W Norymberdze rozpoczął się proces prawników nazistowskiego wymiaru sprawiedliwości.
- 1949 – I wojna arabsko-izraelska: rozpoczęła się izraelska operacja „Uwda”, która doprowadziła do zajęcia całości obszaru pustyni Negew.
- 1950:
  - Naczelny dowódca UPA Roman Szuchewycz zginął podczas próby zatrzymania go przez NKWD w Biłohorszczu pod Lwowem.
  - W Grecji odbyły się pierwsze od zakończenia wojny domowej wybory parlamentarne.
- 1953 – W porcie w Baltimore w stanie Maryland znaleziono zwłoki zaginionego od 12 stycznia byłego kongresmana Vincenta L. Palmisano.
- 1958:
  - Dokonano oblotu radzieckiego bombowca Jak-28.
  - Konstandinos Jeorgakopulos został premierem Grecji.
  - Ługańsk (od 1935 roku Woroszyłowgrad) we wschodniej Ukrainie powrócił do swej pierwotnej nazwy.
- 1959 – 21 czarnoskórych chłopców zginęło w pożarze zakładu poprawczego w Wrightsville w stanie Arkansas.
- 1960 – Kubański fotograf Alberto Korda wykonał najsłynniejsze zdjęcie Ernesto „Che” Guevary.
- 1961 – Rozpoczęto budowę kolei mauretańskiej.
- 1962 – George Borg Olivier został po raz drugi premierem Malty.
- 1966:
  - Amerykański Boeing 707 rozbił się o górę Fudżi w Japonii, w wyniku czego zginęły 124 osoby.
  - Austriacki wokalista Udo Jürgens z utworem Merci Chéri zwyciężył w 11. Konkursie Piosenki Eurowizji w Luksemburgu.
- 1969 – Gustav Heinemann został wybrany przez Bundestag na urząd prezydenta RFN.
- 1970:
  - Premiera amerykańskiego filmu katastroficznego Port lotniczy w reżyserii Henry’ego Hathawaya i George’a Seatona.
  - Wszedł w życie Układ o nierozprzestrzenianiu broni jądrowej (NPT).
- 1973 – 68 spośród 182 osób na pokładzie zginęło w katastrofie hiszpańskiego samolotu DC-9 pod francuskim Nantes.
- 1974 – Wojna Jom Kipur: ostatnie oddziały izraelskie wycofały się z zachodniej części Kanału Sueskiego.
- 1975 – 20 osób (2 policjantów, 8 cywilnych zakładników, 3 komandosów i 7 napastników) zginęło, a 12 zostało rannych w wyniku ataku palestyńskich terrorystów na hotel „Savoy” w Tel Awiwie i późniejszej akcji sił izraelskich.
- 1977 – Walijski kierowca Formuły 1 Tom Pryce oraz jeden z porządkowych zginęli w wypadku podczas wyścigu o Grand Prix RPA.
- 1978 – Uchwalono nową konstytucję ChRL.
- 1980:
  - Premiera francuskiej komedii kostiumowej Skąpiec w reżyserii Jeana Girault i Louisa de Funèsa.
  - Utworzono Park Narodowy Channel Islands w Kalifornii.
- 1982 – Radziecka sonda Wenera 14 wylądowała na Wenus.
- 1992 – Na konferencji ministrów spraw zagranicznych w Kopenhadze powołano do życia Radę Państw Morza Bałtyckiego (CBSS).
- 1993 – 83 osoby zginęły w katastrofie samolotu Fokker 100 linii Palair Macedonian w Skopju.
- 1999 – Premiera amerykańskiej komedii kryminalnej Depresja gangstera w reżyserii Harolda Ramisa.
- 2003:
  - 17 Izraelczyków zginęło, a 53 zostało rannych w palestyńskim samobójczym zamachu bombowym na autobus w Hajfie.
  - Urzędujący prezydent Robert Koczarian wygrał wybory prezydenckie w Armenii.
  - Wszedł w życie Światowy Kodeks Antydopingowy.
- 2004 – Michaił Fradkow został premierem Rosji.
- 2006 – Odbyła się 78. ceremonia wręczenia Oscarów.
- 2007 – Przed Międzynarodowym Trybunałem Sprawiedliwości w Hadze rozpoczęły się przesłuchania w sprawie sporu o granicę morską między Nikaraguą a Hondurasem.
- 2008:
  - 16 osób zginęło w wyniku zatonięcia przeciążonej łodzi na sztucznym jeziorze Farka pod Tiraną.
  - Po 13 latach Bill Gates stracił pozycję lidera w rankingu najbogatszych ludzi na świecie według magazynu „Forbes” na rzecz Warrena Buffetta.
- 2009:
  - 6 milicjantów zginęło w czasie rozbrajania ładunku wybuchowego pod Nazraniem w Inguszetii.
  - Michael Jackson zapowiedział swój powrót na scenę i wyruszenie po 12 latach przerwy w trasę koncertową This Is It.
- 2011 – Pod Woroneżem w katastrofie samolotu pasażerskiego An-148 podczas lotu szkoleniowego zginęło 6 pilotów (4 rosyjskich i 2 birmańskich).
- 2013 – Maciej Berbeka, Adam Bielecki, Tomasz Kowalski i Artur Małek dokonali pierwszego zimowego wejścia na ośmiotysięcznik Broad Peak w paśmie Karakorum. W drodze powrotnej Berbeka i Kowalski zginęli.
- 2014 – W Japonii założono Park Narodowy Archipelagu Kerama.
- 2015 – Uzbrojeni ekstremiści z tzw. Państwa Islamskiego przystąpili przy użyciu buldożerów do niszczenia stanowiska archeologicznego w miejscu starożytnego miasta Kalhu w północnym Iraku.
- 2021 – Rozpoczęła się czterodniowa wizyta papieża Franciszka w Iraku.

## Eksploracja kosmosu
- 1959 – Wystrzelono amerykańskiego satelitę naukowego Explorer 2.
- 1979 – Amerykańska sonda Voyager 1 minęła Jowisza w odległości 280 tys. km.

## Urodzili się
- 1133 – Henryk II Plantagenet, król Anglii (zm. 1189)
- 1234 – Kinga, księżniczka węgierska, księżna krakowska i sandomierska, święta (zm. 1292)
- 1324 – Dawid II Bruce, król Szkocji (zm. 1371)
- 1326 – Ludwik Węgierski, król Polski i Węgier (zm. 1382)
- 1512 – Gerard Merkator, flamandzki matematyk, geograf, kartograf (zm. 1594)
- 1574:
  - Fryderyk IV, elektor Palatynatu Reńskiego (zm. 1610)
  - William Oughtred, angielski matematyk (zm. 1660)
- 1585:
  - Fryderyk I, landgraf Hesji-Homburg (zm. 1638)
  - Jan Jerzy I Wettyn, książę-elektor Saksonii (zm. 1656)
- 1637 – Jan van der Heyden, niderlandzki malarz (zm. 1712)
- 1658 – Antoine de la Mothe Cadillac, francuski podróżnik, odkrywca, polityk kolonialny (zm. 1730)
- 1674 – Zofia Eleonora z Brunszwiku-Wolfenbüttel, księżniczka, zakonnica (zm. 1711)
- 1693 – Johann Jakob Wettstein, szwajcarski teolog protestancki (zm. 1754)
- 1696 – Giovanni Battista Tiepolo, włoski malarz, freskant, grafik (zm. 1770)
- 1703 – Wasilij Triediakowski, rosyjski prozaik, poeta, teoretyk literatury, tłumacz (zm. 1768/69)
- 1716 – Nicolò Pacassi, austriacko-włoski architekt (zm. 1790)
- 1755 – Jozef Ignác Bajza, słowacki duchowny katolicki, pisarz, językoznawca (zm. 1836)
- 1758 – Kazimierz Więckowski, polski kapitan (zm. ok. 1820)
- 1772 – Carl Lazarus Henckel von Donnersmarck, niemiecki arystokrata, przemysłowiec (zm. 1864)
- 1774:
  - Wojciech Bloch, polski szlachcic, prekursor polskiej pracy organicznej i agrokultury (zm. 1847)
  - Christoph Ernst Friedrich Weyse, niemiecko-duński kompozytor, organista (zm. 1842)
- 1779 – Józef Jan Celiński, polski farmaceuta, wykładowca akademicki (zm. 1832)
- 1781 – Józefa Ledóchowska, polska aktorka (zm. 1849)
- 1782 – Wacław Hański, polski szlachcic, polityk (zm. 1841)
- 1785 – Carlo Odescalchi, włoski duchowny katolicki, arcybiskup Ferrary, kardynał (zm. 1841)
- 1794 – Jacques Babinet, francuski fizyk, matematyk, astronom (zm. 1872)
- 1800:
  - Georg Friedrich Daumer, niemiecki filozof, poeta (zm. 1875)
  - Kazimierz Deczyński, polski pamiętnikarz, uczestnik powstania listopadowego (zm. 1838)
- 1801 – Ludwik Kauffmann, polski rzeźbiarz (zm. 1855)
- 1808 – Szymon Konarski, polski działacz niepodległościowy, uczestnik powstania listopadowego (zm. 1839)
- 1813 – Kazimierz Gzowski, kanadyjski inżynier pochodzenia polskiego (zm. 1898)
- 1815 – Mehmed Emin Ali Pasza, turecki polityk, dyplomata (zm. 1871)
- 1817 – Austen Henry Layard, brytyjski dyplomata, archeolog (zm. 1894)
- 1824 – Lucy Larcom, amerykańska poetka, nauczycielka (zm. 1893)
- 1825 – Kazimierz Kaszewski, polski krytyk literacki i teatralny, tłumacz (zm. 1910)
- 1827:
  - Łeonid Hlibow, ukraiński bajkopisarz, poeta, wydawca (zm. 1893)
  - Wilhelm, książę Meklemburgii-Schwerinu, oficer (zm. 1879)
- 1829 – Jean-Jacques Henner, francuski malarz (zm. 1905)
- 1830:
  - Étienne-Jules Marey, francuski fizjolog (zm. 1904)
  - Charles Wyville Thomson, szkocki przyrodnik (zm. 1882)
- 1833 – Ignacy Polkowski, polski duchowny katolicki, historyk, bibliograf, archiwista (zm. 1888)
- 1834:
  - Félix de Blochausen, luksemburski baron, polityk, premier Luksemburga (zm. 1915)
  - Marietta Piccolomini, włoska śpiewaczka operowa (sopran) (zm. 1899)
- 1836 – Aleksiej Kożewnikow, rosyjski neurolog, psychiatra (zm. 1902)
- 1837 – Alfons Szaniawski, polski generał w służbie rosyjskiej, przedsiębiorca, filantrop (zm. 1905)
- 1838 – Gustav Fritsch, niemiecki niemiecki anatom, fizjolog, antropolog, wykładowca akademicki (zm. 1927)
- 1840 – Constance Fenimore Woolson, amerykańska poetka, pisarka (zm. 1894)
- 1848 – Ryta od Jezusa, portugalska zakonnica, błogosławiona (zm. 1913)
- 1849 – Viktor von Rosen, rosyjski historyk, orientalista, arabista, wykładowca akademicki pochodzenia niemieckiego (zm. 1908)
- 1850 – Antoni Sygietyński, polski pisarz, krytyk literacki, muzyczny i teatralny (zm. 1923)
- 1853:
  - Arthur Foote, amerykański kompozytor, pedagog (zm. 1937)
  - Howard Pyle, amerykański malarz, ilustrator, pisarz (zm. 1911)
- 1854 – Ruth Belville, brytyjska bizneswomen (zm. 1943)
- 1855:
  - Zofia Habsburg, arcyksiężniczka austriacka (zm. 1857)
  - Wacław Szomek, polski sędzia, prokurator (zm. 1910)
- 1856 – Juliusz Albinowski, polski generał dywizji, prawnik (zm. 1929)
- 1858:
  - Isydora Nawrocka, ukraińska pisarka (zm. 1952)
  - Teofil Zaleski, polski malarz (zm. 1907)
- 1859 – Teofil Waligórski, polski dziennikarz, publicysta polityczny, urzędnik, polityk (zm. 1913)
- 1860 – Jewhen Ołesnycki, ukraiński działacz społeczny i polityczny, prawnik, ekonomista, publicysta, tłumacz (zm. 1917)
- 1862 – Siegbert Tarrasch, niemiecki szachista (zm. 1934)
- 1863 – Władysław Jędrzejewski, polski generał dywizji (zm. 1940)
- 1866 – Arnold Künne, niemiecki rzeźbiarz (zm. 1942)
- 1867:
  - Louis-Alexandre Taschereau, kanadyjski polityk, premier Quebecu, (zm. 1952)
  - Theodor Zöckler, niemiecki duchowny luterański, działacz charytatywny, superintendent Kościoła Ewangelickiego Augsburskiego i Helweckiego Wyznania w Małopolsce (zm. 1949)
- 1868 – Alfons Brandt, polski skrzypek (zm. 1925)
- 1869 – Michael von Faulhaber, niemiecki duchowny katolicki, arcybiskup Monachium i Fryzyngi, kardynał (zm. 1952)
- 1870 – Frank Norris, amerykański pisarz (zm. 1902)
- 1871 – Róża Luksemburg, polska i niemiecka działaczka robotnicza pochodzenia żydowskiego (zm. 1919)
- 1872 – Ludwik Szczepański, polski literat, publicysta, dziennikarz, poeta (zm. 1954)
- 1873 – Zygmunt Chmielewski, polski inżynier chemik, działacz spółdzielczy (zm. 1939)
- 1874 – Arthur van Schendel, holenderski pisarz (zm. 1946)
- 1876:
  - William Barnes, kanadyjski strzelec sportowy (zm. 1925)
  - Tiburcio Carías Andino, honduraski generał, polityk, prezydent Hondurasu (zm. 1969)
  - Thomas Inskip, brytyjski arystokrata, prawnik, polityk (zm. 1947)
  - Elisabeth Moore, amerykańska tenisistka (zm. 1959)
- 1877:
  - Jan Jarosz, polski paleontolog (zm. 1944)
  - Kazimierz Pławski, polski generał dywizji, inżynier (zm. 1969)
- 1879 – Edgar Meyer, niemiecki fizyk pochodzenia żydowskiego (zm. 1960)
- 1880 – Siergiej Bernstein, radziecki matematyk pochodzenia żydowskiego (zm. 1968)
- 1882:
  - Paweł (Konstantinow), bułgarski duchowny prawosławny, metropolita starozagorski (zm. 1940)
  - Dora Marsden, brytyjska feministka, pisarka, wydawczyni (zm. 1960)
- 1883:
  - Marius Barbeau, kanadyjski etnograf, folklorysta (zm. 1969)
  - Pietro Bianchi, włoski gimnastyk (zm. 1965)
- 1886:
  - Dong Biwu, chiński polityk (zm. 1975)
  - Hector Goetinck, belgijski piłkarz, trener (zm. 1944)
  - Paul Radmilovic, brytyjski pływak, piłkarz pochodzenia chorwacko-irlandzkiego (zm. 1968)
  - Freddie Welsh, walijski bokser (zm. 1927)
- 1887:
  - Edward Ligocki, polski poeta, prozaik, publicysta, dyplomata (zm. 1966)
  - Kazimierz Moszyński, polski etnograf, etnolog, slawista (zm. 1959)
  - Heitor Villa-Lobos, brazylijski kompozytor, dyrygent, pianista (zm. 1959)
- 1888:
  - Antoni Langer, polski polityk, poseł na Sejm RP, do KRN i na Sejm Ustawodawczy (zm. 1962)
  - Franz Schwede, niemiecki polityk nazistowski (zm. 1960)
- 1889 – Ludovic-Oscar Frossard, francuski dziennikarz, polityk (zm. 1946)
- 1890:
  - Per Lindberg, szwedzki reżyser teatralny (zm. 1944)
  - Jan Prüffer, polski entomolog, lepidopterolog, wykładowca akademicki (zm. 1959)
- 1891:
  - Witold Jeszke, polski prawnik, działacz narodowy i społeczny, polityk, poseł na Sejm i senator RP (zm. 1970)
  - Wacław Prusak, polski malarz (zm. 1978)
- 1892 – Tadeusz Jankowski, polski prawnik, publicysta, dyplomata (zm. 1964)
- 1893:
  - Konstantin Murawiew, bułgarski dyplomata, polityk, premier Bułgarii (zm. 1965)
  - Zofia Reutt-Witkowska, polska poetka, pisarka, tłumaczka, historyk literatury (zm. 1938)
- 1894 – Louis Finet, belgijski jeździec sportowy (zm. ?)
- 1895:
  - Lawrence Shields, amerykański lekkoatleta, średniodystansowiec (zm. 1976)
  - Stanisław Strzetelski, polski dziennikarz, wydawca, polityk, poseł na Sejm RP (zm. 1969)
- 1897:
  - Józef Marcinowski, polski duchowny katolicki, teolog, orientalista (zm. 1980)
  - (lub 1898) Song Meiling, tajwańska polityk, pierwsza dama (zm. 2003)
  - Gunta Stölzl, niemiecka artystka (zm. 1983)
- 1898:
  - Misao Ōkawa, japońska superstulatka (zm. 2015)
  - Zhou Enlai, chiński wojskowy, polityk, premier Chin (zm. 1976)
- 1899 – Józef Stotko, polski żołnierz, powstaniec wielkopolski (zm. 1939)
- 1900:
  - Stanisław Hausner, polsko-amerykański pilot (zm. 1935)
  - Lilli Jahn, niemiecka lekarka pochodzenia żydowskiego (zm. 1944)
  - Johanna Langefeld, niemiecka nadzorczyni w obozach koncentracyjnych (zm. 1974)
- 1901:
  - Louis Kahn, amerykański architekt pochodzenia żydowskiego (zm. 1974)
  - Julian Przyboś, polski poeta, eseista, tłumacz (zm. 1970)
- 1902:
  - Ludwik Christians, polski adwokat, polityk, poseł na Sejm RP, prezes PCK (zm. 1956)
  - Tadeusz Manteuffel, polski historyk (zm. 1970)
- 1903 – Janus Braspennincx, holenderski kolarz szosowy i torowy (zm. 1977)
- 1904:
  - Stanisław Brzezina, polski pułkownik pilot (zm. 1946)
  - George Meeker, amerykański aktor (zm. 1984)
  - Karl Rahner, niemiecki duchowny katolicki, teolog (zm. 1984)
  - Józef Zapłata, polski zakonnik, męczennik, błogosławiony (zm. 1945)
- 1905:
  - László Benedek, węgiersko-amerykański reżyser filmowy (zm. 1992)
  - Witold Plapis, polski architekt (zm. 1968)
- 1906:
  - Rudolf Krčil, czeski piłkarz (zm. 1981)
  - Pál Teleki, węgiersko-rumuński piłkarz (zm. 1985)
- 1907:
  - George Baird, amerykański lekkoatleta, sprinter (zm. 2004)
  - Cícero Dias, brazylijski malarz (zm. 2003)
  - Zygmunt Haupt, polski pisarz, malarz, architekt (zm. 1975)
  - Chitetsu Watanabe, japoński superstulatek, najstarszy mężczyzna na świecie (zm. 2020)
- 1908:
  - Christian Boussus, francuski tenisista (zm. 2003)
  - Fritz Fischer, niemiecki historyk (zm. 1999)
  - Ludwig Goldbrunner, niemiecki piłkarz, trener (zm. 1981)
  - Rex Harrison, brytyjski aktor (zm. 1990)
  - István Palotás, węgierski piłkarz, trener (zm. 1987)
  - Teodor Parnicki, polski pisarz (zm. 1988)
- 1909:
  - Leo Nielsen, duński kolarz szosowy (zm. 1968)
  - András Székely, węgierski pływak (zm. 1943)
  - Teresa od Dzieciątka Jezus i św. Jana od Krzyża, hiszpańska karmelitanka, męczennica, błogosławiona (zm. 1936)
- 1910:
  - Momofuku Andō, japoński wynalazca (zm. 2007)
  - Konstantin Siergiejew, rosyjski tancerz baletowy, choreograf (zm. 1992)
- 1911:
  - Nils Eriksen, norweski piłkarz, trener (zm. 1975)
  - Wolfgang Larrazábal, wenezuelski admirał, polityk, dyplomata, p.o. prezydenta Wenezueli (zm. 2003)
  - Donald Piper, amerykański koszykarz (zm. 1963)
- 1913:
  - Ed Czerkiewicz, amerykański piłkarz pochodzenia polskiego (zm. 1990)
  - Robert Kelleher, amerykański prawnik, działacz sportowy (zm. 2012)
  - Tibor Kemény, węgierski piłkarz, trener (zm. 1992)
  - Josef Stroh, austriacki piłkarz, trener (zm. 1991)
- 1915:
  - Wenko Markowski, bułgarsko-macedoński poeta, polityk (zm. 1988)
  - Laurent Schwartz, francuski matematyk, wykładowca akademicki pochodzenia żydowskiego (zm. 2002)
- 1917 – Aleksander Gardawski, polski archeolog (zm. 1974)
- 1918:
  - John Billings, australijski lekarz (zm. 2002)
  - James Tobin, amerykański ekonomista, wykładowca akademicki, laureat Nagrody Banku Szwecji im. Alfreda Nobla w dziedzinie ekonomii (zm. 2002)
- 1919 – Ludwik Martel, polski porucznik pilot (zm. 2010)
- 1920:
  - Virginia Christine, amerykańska aktorka (zm. 1996)
  - Juan José Torres, boliwijski generał, polityk, prezydent Boliwii (zm. 1976)
- 1921:
  - Janusz Ballenstedt, polski architekt, publicysta, teoretyk i wykładowca architektury (zm. 2005)
  - Berkley Bedell, amerykański polityk (zm. 2019)
  - Árpád Fekete, węgierski piłkarz, trener (zm. 2012)
  - Zbigniew Grzegorski, polski artysta fotograf (zm. 2006)
- 1922:
  - José Bustamante-Nava, boliwijski piłkarz
  - Jerzy Czosnowski, polski botanik, wykładowca akademicki (zm. 1976)
  - Wacław Eytner, polski architekt (zm. 1977)
  - Sándor Kopácsi, węgierski oficer policji, jeden z przywódców powstania węgierskiego (zm. 2001)
  - Pier Paolo Pasolini, włoski prozaik, dramaturg, poeta, malarz, reżyser i scenarzysta filmowy (zm. 1975)
- 1923:
  - Kazimierz Prusiński, polski polityk, poseł na Sejm PRL (zm. 1986)
  - Jerzy Weil, polski podharcmistrz, porucznik, żołnierz AK, uczestnik powstania warszawskiego (zm. 1944)
- 1924:
  - Sala Kirschner, amerykańska literatka pochodzenia żydowskiego, ocalała z Holokaustu (zm. 2018)
  - Roger Marche, francuski piłkarz (zm. 1997)
  - Jean Oury, francuski psychiatra, psychoanalityk (zm. 2014)
- 1925:
  - Renato De Sanzuane, włoski piłkarz wodny (zm. 1986)
  - Jacques Vergès, francuski adwokat (zm. 2013)
  - Paul Vergès, francuski polityk, działacz komunistyczny, prezydent Rady Regionalnej Reunionu (zm. 2016)
- 1926:
  - Liri Belishova, albańska polityk komunistyczna (zm. 2018)
  - Lily Carlstedt, duńska lekkoatletka, oszczepniczka (zm. 2005)
  - Zakaria Chihab, libański zapaśnik (zm. 1986)
  - Violeta Manushi, albańska aktorka (zm. 2007)
- 1927:
  - Jack Cassidy, amerykański aktor, piosenkarz (zm. 1976)
  - Raffaele Castielli, włoski duchowny katolicki, biskup Lucera-Troia (zm. 2018)
  - Maria Klejdysz, polska aktorka (zm. 2009)
  - Robert Lindsay, brytyjski arystokrata, polityk, minister stanu ds. obrony (zm. 2023)
  - Andrzej Musialik, polski architekt (zm. 2019)
  - Numon Nematow, tadżycki archeolog, historyk, wykładowca akademicki (zm. 2011)
- 1928:
  - Diana Coupland, brytyjska aktorka, piosenkarka (zm. 2006)
  - Jelizawieta Diemientjewa, rosyjska kajakarka (zm. 2022)
  - Bob McMillen, amerykański lekkoatleta, średnio- i długodystansowiec (zm. 2007)
  - Edgar Schein, amerykański psycholog, wykładowca akademicki pochodzenia szwajcarskiego (zm. 2023)
  - Otto Schliwinski, niemiecki malarz, grafik (zm. 2024)
- 1929:
  - Erik Carlsson, szwedzki kierowca wyścigowy i rajdowy (zm. 2015)
  - Leszek Kamiński, polski koszykarz, trener (zm. 2012)
  - Marcel Mauron, szwajcarski piłkarz (zm. 2022)
  - Janusz Siatkowski, polski językoznawca, slawista, profesor nauk humanistycznych, wykładowca akademicki (zm. 2025)
- 1930:
  - Henryk Lula, polski rzeźbiarz, ceramik
  - Jan Pawlica, polski filozof, wykładowca akademicki (zm. 2021)
  - Carlo Peretti, włoski piłkarz wodny (zm. 2018)
  - Artiom Terian, radziecki zapaśnik (zm. 1970)
- 1931:
  - Kazimierz Balawajder, polski działacz partyjny, polityk, poseł na Sejm PRL (zm. 1979)
  - Tamaz Cziladze, gruziński pisarz (zm. 2018)
  - Tamara Miansarowa, rosyjska piosenkarka (zm. 2017)
  - Rudolf Ströbinger, niemiecki pisarz, dziennikarz, publicysta (zm. 2005)
- 1932:
  - Amleto Frignani, włoski piłkarz (zm. 1997)
  - Earl Woods, amerykański golfista, trener (zm. 2006)
- 1933:
  - Walter Kasper, niemiecki duchowny katolicki, biskup rottenbursko-stuttgarcki, wysoki urzędnik Kurii Rzymskiej, kardynał
  - İsmail Ogan, turecki zapaśnik (zm. 2022)
  - Eduard Ovčáček, czeski malarz, grafik, rzeźbiarz (zm. 2022)
  - Jewgienij Wasiukow, rosyjski szachista (zm. 2018)
  - Tadeusz Żuk, polski inżynier, autor podręczników i publikacji naukowych (zm. 2011)
- 1934:
  - Austen Robin Crapp, australijski duchowny katolicki, biskup Aitape (zm. 2024)
  - Daniel Kahneman, izraelski ekonomista, psycholog, wykładowca akademicki, laureat Nagrody Banku Szwecji im. Alfreda Nobla w dziedzinie ekonomii (zm. 2024)
  - Jean-Baptiste Phạm Minh Mẫn, wietnamski duchowny katolicki, arcybiskup Ho Chi Minh, kardynał
  - James Sikking, amerykański aktor (zm. 2024)
  - Nicholas Smith, brytyjski aktor (zm. 2015)
- 1935 – Francis Xavier Osamu Mizobe, japoński duchowny katolicki, biskup Sendai i Takamatsu (zm. 2016)
- 1936:
  - Canaan Banana, zimbabweński pastor metodystyczny, polityk, prezydent Zimbabwe (zm. 2003)
  - Władimir Masłaczenko, ukraiński piłkarz, bramkarz, komentator sportowy (zm. 2010)
  - Dean Stockwell, amerykański aktor (zm. 2021)
- 1937:
  - Claude Bourquard, francuski szpadzista
  - André Damseaux, belgijski i waloński polityk (zm. 2007)
  - Carol Sloane, amerykańska wokalistka jazzowa (zm. 2023)
  - Jan Wołosz, polski bibliotekarz, redaktor, przewodniczący Stowarzyszenia Bibliotekarzy Polskich (zm. 2025)
- 1938:
  - Aleksandyr Kostow, bułgarski piłkarz (zm. 2019)
  - Lynn Margulis, amerykańska biolog, wykładowczyni akademicka (zm. 2011)
  - Janusz Symonides, polski prawnik, dyplomata (zm. 2020)
  - Fred Williamson, amerykański aktor, reżyser i producent filmowy
- 1939:
  - Henryk Ciski, polski dziennikarz prasowy, redaktor naczelny TV Sat Magazynu (zm. 2025)
  - Samantha Eggar, brytyjska aktorka
  - Charles Fuller, amerykański dramaturg (zm. 2022)
  - Judy Grinham, brytyjska pływaczka
  - Benyamin Sueb, indonezyjski aktor, komik, piosenkarz (zm. 1995)
  - Peter Woodcock, kanadyjski seryjny morderca (zm. 2010)
- 1940:
  - Michał Chmara, polski socjolog, wykładowca akademicki (zm. 2018)
  - Leif Enecrona, szwedzki żużlowiec
  - Graham McRae, nowozelandzki kierowca wyścigowy (zm. 2021)
  - Don Mischer, amerykański reżyser i producent filmowy (zm. 2025)
  - Jerzy Zygmunt Nowak, polski aktor (zm. 2020)
  - Sepp Piontek, niemiecki piłkarz, trener
- 1941:
  - Ryszard Czekała, polski reżyser filmów animowanych i fabularnych, scenarzysta, artysta plastyk (zm. 2010)
  - Jože Mencinger, słoweński prawnik, ekonomista, polityk, wicepremier (zm. 2022)
- 1942:
  - Felipe González, hiszpański polityk, premier Hiszpanii
  - Adrien Houngbédji, beniński polityk, premier Beninu
  - Mike Resnick, amerykański pisarz science fiction (zm. 2020)
  - Barbara Zientarska, polska inżynier, działaczka opozycji antykomunistycznej (zm. 2017)
- 1943:
  - Lucio Battisti, włoski piosenkarz, kompozytor (zm. 1998)
  - Frank Forberger, niemiecki wioślarz (zm. 1998)
  - Kazimierz Kosiniak-Kamysz, polski profesor nauk rolniczych
- 1944:
  - Élisabeth Badinter, francuska filozof, historyk, pisarka, feministka
  - Georges Chappe, francuski kolarz szosowy
  - Charly Grosskost francuski kolarz szosowy (zm. 2004)
  - Jorge Ortiga, portugalski duchowny katolicki, arcybiskup Bragi
  - Lech Rutkowski, polski samorządowiec, prezydent Białegostoku
  - Ewa Sowińska, polska lekarka, polityk, poseł na Sejm RP, Rzecznik Praw Dziecka
  - Toomas Vint, estoński pisarz, malarz
- 1945:
  - Randy Matson, amerykański lekkoatleta, kulomiot
  - Maciej Rybiński, polski dziennikarz, scenarzysta filmowy (zm. 2009)
  - Erwin Vandendaele, belgijski piłkarz, trener
- 1946:
  - Murray Head, brytyjski aktor, piosenkarz
  - Adam Tański, polski ekonomista, polityk, minister rolnictwa
  - Wołodymyr Tukmakow, ukraiński szachista, trener
- 1947:
  - Leszek Bugaj, polski rolnik, samorządowiec, polityk, poseł na Sejm RP (zm. 2009)
  - Ervin Hall, amerykański lekkoatleta, płotkarz
  - Nobuhiko Hasegawa, japoński tenisista stołowy (zm. 2005)
  - John Kitzhaber, amerykański lekarz, polityk
  - Konstanty Andrzej Kulka, polski skrzypek, pedagog
  - Zofia Umerska, polska poetka, malarka (zm. 2008)
  - Krzysztof Wilkus, polski organista, kompozytor, pedagog (zm. 2014)
- 1948:
  - Jan van Beveren, holenderski piłkarz, bramkarz (zm. 2011)
  - Annette Charles, amerykańska aktorka (zm. 2011)
  - Kazimierz Czarnecki, polski sztangista
  - Eddy Grant, gujańsko-brytyjski muzyk i wokalista reggae
  - Elaine Paige, brytyjska piosenkarka, aktorka musicalowa
- 1949:
  - Benoît Alowonou, togijski duchowny katolicki, biskup Kpalimé
  - Bernard Arnault francuski miliarder
  - Leszek Błażyński, polski bokser (zm. 1992)
  - Josef Jurkanin, czeski piłkarz
  - Tadeusz Galia, polski aktor
  - Tałgat Nigmatulin, radziecki aktor, reżyser filmowy (zm. 1985)
  - Zenon Perwenis, polski działacz opozycji antykomunistycznej, aktywista społeczny (zm. 2018)
  - Soibahadine Ibrahim Ramadani, francuski i majotański polityk
  - Jerzy Suchański, polski inżynier elektryk, samorządowiec, polityk, prezydent Kielc, senator RP
- 1950:
  - Charles Dudley, amerykański koszykarz
  - Rick Folk, kanadyjski curler
  - Stanisław Kaźmierczak, polski hokeista na trawie
  - Aleksander Koziński, polski pianista, kompozytor, pedagog
  - Corneliu Oros, rumuński siatkarz
- 1951:
  - Jerzy Boryski, polski chemik, wykładowca akademicki
  - Jim Dowd, brytyjski polityk
  - Antonio González Triviño, hiszpański przedsiębiorca, polityk, eurodeputowany
  - Stanisław Iwanicki, polski prawnik, polityk, poseł na Sejm RP, minister sprawiedliwości i prokurator generalny
  - Jurij Krawczenko, ukraiński wojskowy, polityk (zm. 2005)
  - Witalij Tokczinakow, rosyjski zapaśnik (zm. 2024)
- 1952:
  - Rodrigo Aguilar Martínez, meksykański duchowny katolicki, buskup San Cristóbal de Las Casas
  - Petar Borota, jugosłowiański piłkarz (zm. 2010)
  - Mario Catania, włoski polityk
  - Alan Clark, brytyjski muzyk, członek zespołu Dire Straits
  - Robin Hobb, amerykańska pisarka science fiction i fantasy
  - Jurij Kucenko, rosyjski lekkoatleta, wieloboista (zm. 2018)
  - Noriko Matsuda, japońska siatkarka
  - Walentina Nikonowa, rosyjska florecistka
  - Isatou Njie-Saidy, gambijska polityk, wiceprezydent
  - Fernando da Piedade Dias dos Santos, angolski polityk, premier i wiceprezydent Angoli
  - Ferdi Sabit Soyer, turecki polityk, premier Cypru Północnego
  - Guido Van Meel, belgijski kolarz torowy i przełajowy
- 1953:
  - Andrzej Biegalski, polski bokser (zm. 2017)
  - Katarina Frostenson, szwedzka poetka, pisarka, tłumaczka
  - Jo Hye-jeong, południowokoreańska siatkarka (zm. 2024)
  - Brian Kerr, irlandzki trener piłkarski
  - Walerij Korzun, rosyjski generał major lotnictwa, kosmonauta
  - Lambert van Nistelrooij, holenderski urzędnik państwowy, polityk, eurodeputowany
  - Marek Antoni Nowicki, polski adwokat, obrońca praw człowieka, dyplomata, publicysta
  - Telman Paşayev, radziecki zapaśnik
  - Carlos Perreau De Pinninck, hiszpański przedsiębiorca, polityk, eurodeputowany
  - Marcelo Piñeyro, argentyński reżyser, scenarzysta i producent filmowy
  - Jan Ruml, czeski polityk
  - Lorenzo Serra Ferrer, hiszpański piłkarz, trener
  - Tokyo Sexwale, południowoafrykański przedsiębiorca, działacz przeciw apartheidowi, więzień polityczny, polityk
  - Harald Stenvaag, norweski strzelec sportowy
  - Krzysztof Szamałek, polski geolog, wykładowca akademicki
  - Ludwik Zięba, polski biathlonista
- 1954:
  - Wieniera Czernyszowa, rosyjska biathlonistka
  - Kazys Grybauskas, litewski prawnik, polityk
  - Nastasia Ionescu, rumuńska kajakarka
  - João Lourenço, angolski generał, polityk, prezydent Angoli
  - Włodzimierz Oniszczenko, polski psycholog, wykładowca akademicki
  - Marek Potrzebowski, polski chemik, wykładowca akademicki
  - Janusz Sanocki, polski dziennikarz, samorządowiec, polityk, burmistrz Nysy, poseł na Sejm RP (zm. 2020)
  - Jan Strękowski, polski dziennikarz, reżyser i scenarzysta filmów dokumentalnych
  - Algirdas Sysas, litewski ekonomista, związkowiec, polityk
  - Kazimierz Szczerba, polski bokser, samorządowiec
  - Tamāra Vilerte, łotewska szachistka, trenerka
- 1955:
  - Rodrigo Kenton, kostarykański piłkarz, trener
  - Jesús María López Mauléon, hiszpański duchowny katoilcki, biskup, prałat Alto Xingu-Tucumã
  - Barbara Piwnik, polska prawnik, sędzia, polityk, minister sprawiedliwości i prokurator generalny
- 1956:
  - Czesław Baranowski, polski aktor (zm. 2018)
  - Adriana Barraza, meksykańska aktorka, reżyserka filmowa
  - Sylvie Hubac, francuska polityk
  - Kazimierz Jaworski, polski rolnik, polityk, senator RP
  - Teena Marie, amerykańska piosenkarka (zm. 2010)
- 1957:
  - Tim Holden, amerykański polityk
  - Joey Image, amerykański perkusista, członek zespołu The Misfits (zm. 2020)
  - Mark E. Smith, brytyjski muzyk, wokalista, członek zespołu The Fall (zm. 2018)
- 1958:
  - Wołodymyr Bezsonow, ukraiński piłkarz, trener
  - Kazimierz Butowicz, polski malarz, podróżnik
  - Andy Gibb, brytyjski piosenkarz (zm. 1988)
  - Karim Maroc, algierski piłkarz
  - Bogumił Pacak-Gamalski, polski publicysta, eseista, poeta, wydawca
  - Franz Scharl, austriacki duchowny katolicki, biskup pomocniczy Wiednia
- 1959:
  - Talia Balsam, amerykańska aktorka pochodzenia żydowskiego
  - Józef Górzyński, polski duchowny katolicki, biskup pomocniczy warszawski, arcybiskup metropolita warmiński
  - Miyoko Hirose, japońska siatkarka
  - Silvino, portugalski piłkarz, bramkarz
- 1960:
  - Ihar Hurynowicz, białoruski piłkarz
  - Marek Woźniak, polski samorządowiec, marszałek województwa wielkopolskiego
- 1961:
  - Andris Ameriks, łotewski samorządowiec, polityk, eurodeputowany
  - Gregory Bittman, kanadyjski duchowny katolicki, biskup pomocniczy Edmonton, biskup Nelson
  - Jelena Jakowlewa, rosyjska aktorka
  - Thomas Müller, niemiecki kombinator norweski
  - Marcelo Peralta, argentyński muzyk jazzowy (zm. 2020)
- 1962:
  - Choi In-young, południowokoreański piłkarz, bramkarz
  - Robert Curbeam, amerykański komandor porucznik, inżynier, astronauta
  - Mario Gentili, włoski kolarz torowy i szosowy
  - Disa Gísladóttir, islandzka lekkoatletka, skoczkini wzwyż
  - Mirosław Głuchowski, polski poeta, satyryk
  - Jonathan Penner, amerykański aktor, scenarzysta i producent filmowy i telewizyjny
  - Samuel Žbogar, słoweński polityk, dyplomata
- 1963:
  - Lotta Engberg szwedzka piosenkarka, prezenterka telewizyjna
  - Wilhelm Krautwaschl, austriacki duchowny katolicki, biskup Graz-Seckau
  - Cerstin Schmidt, niemiecka saneczkarka
- 1964:
  - Bertrand Cantat, francuski gitarzysta, wokalista, autor tekstów, członek zespołu Noir Désir
  - Andrzej Krzywy, polski wokalista, członek zespołu De Mono
  - Scott Skiles, amerykański koszykarz, trener
  - Gerald Vanenburg, holenderski piłkarz
  - Reggie Williams, amerykański koszykarz
- 1965:
  - Piotr Banach, polski muzyk, kompozytor, producent muzyczny
  - Marcin Bruczkowski, polski pisarz, informatyk, perkusista
  - Johnny Ekström, szwedzki piłkarz
  - José Semedo, portugalski piłkarz
  - Ester Tuiksoo, estońska polityk
- 1966:
  - Mario De Clercq, belgijski kolarz szosowy i przełajowy
  - Kim Pan-keun, południowokoreański piłkarz, trener
  - Oh Eun-sun, południowokoreańska wspinaczka
  - Paul Ritter, brytyjski aktor (zm. 2021)
- 1967:
  - Fernando Barbosa dos Santos, brazylijski duchowny katolicki, biskup-prałat Tefé
  - Małgorzata Byzdra, polska piłkarka ręczna
  - Renata Langosz, polska koszykarka
  - Olga Turczak, kazachska lekkoatletka, skoczkini wzwyż
- 1968:
  - Sławomir Grzymkowski, polski aktor
  - Agnieszka Kaczor, polska aktorka
  - Ambrose Mandvulo Dlamini, suazyjski menadżer, urzędnik państwowy, polityk, premier Eswatini (zm. 2020)
  - Dawit Usupaszwili, gruziński polityk
  - Frank Verlaat, holenderski piłkarz
- 1969:
  - Paul Blackthorne, brytyjski aktor
  - Moussa Saïb, algierski piłkarz, trener
  - Juan Carlos Villamayor, paragwajski piłkarz
- 1970:
  - Anita Andrzejewska, polska artystka fotograf
  - André Backhaus, niemiecki zapaśnik
  - Joe Brincat, maltański piłkarz
  - Mike Brown, amerykański koszykarz, trener
  - John Frusciante, amerykański gitarzysta, wokalista, autor tekstów, producent muzyczny, członek zespołu Red Hot Chili Peppers
  - Bartłomiej Grabski, polski prawnik, urzędnik państwowy
  - Lisa Robin Kelly, amerykańska aktorka (zm. 2013)
  - Ri Gwang-sik, północnokoreański bokser
  - Paco Soler, hiszpański piłkarz, trener
  - Aleksandar Vučić, serbski prawnik, polityk, premier i prezydent Serbii
- 1971:
  - Geovany Baca, honduraski bokser
  - Asliddin Habibullojew, tadżycki piłkarz, bramkarz, trener
  - Filip Meirhaeghe, belgijski kolarz górski
  - Andrij Połunin, ukraiński piłkarz, trener
- 1972:
  - Brian Grant, amerykański koszykarz
  - Hernán Gumy, argentyński tenisista, trener
  - Gaetano Iannuzzi, włoski wioślarz
  - Mikael Tillström, szwedzki tenisista, trener
  - Luca Turilli, włoski muzyk, kompozytor, autor tekstów, członek zespołów: Thundercross, Rhapsody of Fire, Luca Turilli’s Dreamquest i Luca Turilli’s Rhapsody
- 1973:
  - Janis Anastasiu, grecki piłkarz, trener
  - Robert Bonin, polski żużlowiec
  - Juan Esnáider, argentyński piłkarz, trener pochodzenia niemiecko-hiszpańskiego
  - Ilszat Fajzulin, rosyjski piłkarz, trener
  - Paulo Fonseca, portugalski piłkarz, trener
  - Eva Kristin Hansen, norweska polityk
  - Mika Laitinen, fiński skoczek narciarski
  - Lee Joo-hyung, południowokoreański gimnastyk
  - Dumisa Ngobe, południowoafrykański piłkarz
  - Nicole Pratt, australijska tenisistka
  - Špela Pretnar, słoweńska narciarka alpejska
  - Karine Salinas, francuska siatkarka
- 1974:
  - Larbi Benboudaoud, francuski judoka pochodzenia algierskiego
  - Bolo, hiszpański piłkarz, trener
  - Chae Ji-hoon, południowokoreański łyżwiarz szybki, specjalista short tracku
  - Kevin Connolly, amerykański aktor, reżyser telewizyjny i filmowy
  - Wawrzyniec Dramowicz, polski perkusista rockowy, metalowy i klasyczny
  - Eliza Hoxha, kosowska piosenkarka
  - Jens Jeremies, niemiecki piłkarz
  - Karina Kuregian, ormiańska tenisistka
  - Grzegorz Lekki, polski piłkarz
  - Matt Lucas, brytyjski aktor i scenarzysta komediowy
  - Eva Mendes, amerykańska aktorka pochodzenia kubańskiego
  - John Paul Pitoc, amerykański aktor
  - Sandro da Silva, brazylijski piłkarz
  - Alaksandr Zarudny, białoruski hokeista, trener
- 1975:
  - Jolene Blalock, amerykańska aktorka
  - Delloreen Ennis-London, jamajska lekkoatletka, sprinterka
  - Mihai Gîncu, mołdawski muzyk, członek zespołu Zdob și Zdub
  - Siergiej Iwanow, rosyjski kolarz szosowy
  - Esther San Miguel, hiszpańska judoczka
  - Space Cowboy, brytyjski didżej, piosenkarz, producent muzyczny
- 1976:
  - Šarūnas Jasikevičius, litewski koszykarz, trener
  - Przemysław Kruk, polski snookerzysta
  - Chiwoniso Maraire, zimbabweńska piosenkarka (zm. 2013)
  - Lucian Msamati, brytyjski aktor zimbabwskiego pochodzenia
  - Adriana Serra Zanetti, włoska tenisistka
  - Zygmunt Tomala, polski wokalista, grafik (zm. 2021)
- 1977:
  - Taismary Agüero, kubańsko-włoska siatkarka
  - Piotr Duda, polski aktor, menedżer teatralny
  - Dainius Gleveckas, litewski piłkarz
  - Wally Szczerbiak, amerykański koszykarz pochodzenia ukraińskiego
- 1978:
  - Carlos Ochoa, meksykański piłkarz
  - Papoose, amerykański raper
  - Daniel Risch, liechtensteiński polityk, premier Liechtensteinu
- 1979:
  - Simon Hallenbarter, szwajcarski biathlonista (zm. 2022)
  - Kajetan Kajetanowicz, polski kierowca rajdowy
  - Jarosław Kalinowski, polski koszykarz
- 1980:
  - Andrea Bari, włoski siatkarz
  - Yan Barthelemí, kubański bokser
  - Sabrina Buchholz, niemiecka biathlonistka
  - Renan Luce, francuski piosenkarz
  - Ewelina Sętowska-Dryk, polska lekkoatletka, biegaczka średniodystansowa
  - Viktoria Winge, norweska aktorka, modelka
- 1981:
  - Chris Arreola, amerykański bokser pochodzenia meksykańskiego
  - Paul Martin, amerykański hokeista
  - Shūgo Oshinari, japoński aktor
  - Karolina Wydra, polska aktorka, modelka
- 1982:
  - Dan Carter, nowozelandzki rugbysta
  - Russell Leetch, brytyjski basista, członek zespołu Editors[5][6]
  - Du Li, chińska strzelczyni sportowa
  - Adam Ginter, polski kajakarz, kanadyjkarz
  - Bartek Wrona, polski piosenkarz
- 1983:
  - Natalija Kuszcz, ukraińska lekkoatletka, tyczkarka
  - Shaban Nditi, tanzański piłkarz
  - Nik Xhelilaj, albański aktor
- 1984:
  - Dorothea Brandt, niemiecka pływaczka
  - Dario Cerasola, włoski wioślarz
  - Yassine El Had, marokański piłkarz, bramkarz
  - Guillaume Hoarau, francuski piłkarz
  - Marcin Jaguś, polski żużlowiec
  - Marcello Miani, włoski wioślarz
  - Vuyo Mere, południowoafrykański piłkarz
  - Karolina Sobczak, polska aktorka niezawodowa
  - Zsófia Stefán, węgierska fagocistka
  - Jan Vetesnik, czeski wioślarz
  - Ondřej Vetešník, czeski wioślarz
  - Yona, fińska piosenkarka
- 1985:
  - Michał Braun, polski urzędnik, działacz społeczny i samorządowy, polityk
  - Aleksander Kozłowski, polski scenarzysta, reżyser i operator filmowy, raper, autor tekstów, kompozytor, producent muzyczny, przedsiębiorca
  - Anita Kwiatkowska, polska siatkarka
  - David Marshall, szkocki piłkarz, bramkarz
  - Ken’ichi Matsuyama, japoński aktor, model
  - Matea Mežak, chorwacka tenisistka
  - Lukáš Příkazký, czeski aktor
  - Stanisłau Szczarbaczenia, białoruski wioślarz
  - Aleksandra Wójcik, polska gimnastyczka
- 1986:
  - Lucyna Kęsy, polska koszykarka
  - Corey Brewer, amerykański koszykarz
  - Robert Förstemann, niemiecki kolarz torowy
  - Walid Hichri, tunezyjski piłkarz
  - Swiatłana Makarewicz, białoruska lekkoatletka, tyczkarka
  - Mika Newton, ukraińska piosenkarka, aktorka
  - Katarzyna Piekart, polska lekkoatletka, oszczepniczka
  - Stéphane Tempier, francuski kolarz górski i przełajowy
  - Jarosław Wolski, polski politolog, dziennikarz, publicysta
- 1987:
  - Anna Czakwetadze, rosyjska tenisistka pochodzenia gruzińskiego
  - Chloé Henry, belgijska lekkoatletka, tyczkarka
  - Blaž Kavčič, słoweński tenisista
  - Liang Wenbo, chiński snookerzysta
- 1988:
  - Jovana Brakočević-Canzian, serbska siatkarka
  - Blair Brown, amerykańska siatkarka
  - Liassine Cadamuro-Bentaïba, algierski piłkarz
  - Ilja Kwasza, ukraiński skoczek do wody
  - Karl Schulze, niemiecki wioślarz
- 1989:
  - Sterling Knight, amerykański aktor, wokalista
  - Jake Lloyd, amerykański aktor
  - Rehaset Mehari, erytrejska lekkoatletka, biegaczka długodystansowa
  - Anna Titimeć, ukraińska lekkoatletka, płotkarka
- 1990:
  - Larry Drew II, amerykański koszykarz
  - Courtney Hurt, amerykańska koszykarka
  - Kunle Odunlami, nigeryjski piłkarz
  - Quirine Oosterveld, holenderska siatkarka
  - Mason Plumlee, amerykański koszykarz
  - Vanessa Spínola, brazylijska lekkoatletka, wieloboistka
  - Marco Ureña, kostarykański piłkarz
- 1991:
  - Ramiro Funes Mori, argentyński piłkarz
  - Rogelio Funes Mori, argentyński piłkarz
  - Michael Hayböck, austriacki skoczek narciarski
  - Axel Jungk, niemiecki skeletonista
  - Maksim Matłakow, rosyjski szachista
  - Kristina Riis-Johannessen, norweska narciarka alpejska
  - Daniił Trifonow, rosyjski pianista
- 1992:
  - Taylor Averill, amerykański siatkarz
  - Ulises Castillo, meksykański kolarz szosowy
  - Alejandro Galindo, gwatemalski piłkarz pochodzenia kubańskiego
  - Tina Hermann, niemiecka skeletonistka
  - Moisés Hernández, gwatemalski piłkarz pochodzenia meksykańsko-amerykańskiego
  - Mariusz Marcyniak, polski siatkarz
  - Hunter Mickelson, amerykański koszykarz
  - Fumitaka Morishita, japoński zapaśnik
  - Anton Saroka, białoruski piłkarz
- 1993:
  - Katherine Bell, amerykańska siatkarka
  - Juan Delgado, chilijski piłkarz
  - Dimitris Diamandakos, grecki piłkarz
  - Rafael Fiziev, azerski zawodnik sportów walki
  - Fred, brazylijski piłkarz
  - Alexis Gougeard, francuski kolarz szosowy
  - Tristan Lamasine, francuski tenisista
  - Harry Maguire, angielski piłkarz
  - Ahmed Hassan Mahgoub, egipski piłkarz
  - Artur Pikk, estoński piłkarz
  - Youssouf Sabaly, senegalski piłkarz
  - Silvan Widmer, szwajcarski piłkarz
- 1994:
  - Chantal van Landeghem, kanadyjska pływaczka
  - Brigitte Ntiamoah, francuska lekkoatletka, sprinterka
  - Kévin Rodrigues, portugalski piłkarz
  - Daria Saville, rosyjsko-australijska tenisistka
- 1995:
  - Kendall Baisden, amerykańska lekkoatletka, sprinterka
  - Diamond DeShields, amerykańska koszykarka
  - Mouez Hassen, francuski piłkarz, bramkarz
  - Bence Mervó, węgierski piłkarz
  - Gastón Silva, urugwajski piłkarz
- 1996:
  - Gabriel Boschilia, brazylijski piłkarz
  - Emmanuel Mudiay, amerykański koszykarz pochodzenia kongijskiego
  - Keturah Orji, amerykańska lekkoatletka, skoczkini w dal
  - Otsochodzi, polski raper
  - Roman Riepiłow, rosyjski saneczkarz
- 1997:
  - Stéphane Gombauld, francuski koszykarz pochodzenia gwadelupskiego
  - Niko Hämäläinen, fiński piłkarz
  - Mustafa Husajni, afgański zapaśnik
  - Romain Lagarde, francuski piłkarz ręczny
  - Giedrius Matulevičius, litewski piłkarz
  - Safawi Rasid, malezyjski piłkarz
- 1998:
  - Władisław Artiemjew, rosyjski szachista
  - Merih Demiral, turecki piłkarz
  - Sergio Díaz, paragwajski piłkarz
  - Conor Hazard, północnoirlandzki piłkarz, bramkarz
  - Aleksandra Kaleta, polska judoczka
  - Matty Lee, brytyjski skoczek do wody
  - Sangeeta Phogat, indyjska zapaśniczka
  - Diego Rossi, urugwajski piłkarz pochodzenia włosko-ormiańskiego
  - Killian Tillie, francuski koszykarz
- 1999:
  - Madison Beer, amerykańska piosenkarka, autorka tekstów
  - Hraczia Poghosjan, ormiański zapaśnik
- 2000:
  - Joël Ayayi, francuski koszykarz pochodzenia benińskiego
  - Beatrice Chebet, kenijska lekkoatletka, biegaczka długodystansowa
  - Tomás Cuello, argentyński piłkarz
  - Davide Graz, włoski biegacz narciarski
  - Mélanie de Jesus dos Santos, francuska gimnastyczka pochodzenia martynikańskiego
  - Li Wenwen, chińska sztangistka
  - Christian Makoun, wenezuelski piłkarz pochodzenia kameruńskiego
- 2001:
  - Alejandro Bran, kostarykański piłkarz
  - Iyad Mohamed, komoryjski piłkarz
- 2002:
  - Arsenij Batahow, ukraiński piłkarz
  - Antoine Pothron, francuski siatkarz
- 2004:
  - Mitsuki Ono, japońska snowboardzistka
  - Lia Pereira, kanadyjska łyżwiarka figurowa
- 2005:
  - Valentín Carboni, argentyński piłkarz
  - Wesley, brazylijski piłkarz
- 2007 – Roman Griffin Davis, brytyjski aktor

## Zmarli
- 254 – Lucjusz I, papież, święty (ur. ?)
- 1118 – Maurus, polski duchowny katolicki, biskup krakowski (ur. ?)
- 1232 – Małgorzata, księżna rugijska (ur. przed 1200)
- 1239 – Hermann von Balk, pierwszy mistrz krajowy zakonu krzyżackiego w Prusach, następnie mistrz krajowy inflancki (ur. ?)
- 1303 – Daniel, tytularny książę moskiewski (ur. 1261)
- 1311 – Siegfried von Feuchtwangen, wielki mistrz zakonu krzyżackiego (ur. ?)
- 1410 – Mateusz z Krakowa, polski duchowny katolicki, biskup Wormacji, scholastyk, teolog (ur. ok. 1333)
- 1417 – Manuel III Wielki Komnen, cesarz Trapezuntu (ur. 1364)
- 1424 – Jan V z Wałdowa, niemiecki duchowny katolicki, biskup lubuski (ur. ?)
- 1495 – Fryderyk, książę Brunszwiku-Calenbergu-Getyngi (ur. 1424)
- 1534 – Antonio Allegri da Correggio, włoski malarz, rysownik, freskant (ur. 1489)
- 1535 – Lorenzo Costa, włoski malarz (ur. 1460)
- 1560 – Pedro Pacheco de Villena, hiszpański duchowny katolicki, biskup Mondoñedo, Ciudad Rodrigo, Pampeluny, Jaén i Sigüenzy, kardynał (ur. 1488)
- 1572 – Giulio Campi, włoski malarz, architekt (ur. 1502)
- 1588 – Henryk Burbon, książę de Condé (ur. 1552)
- 1609 – Mikołaj Gomółka, polski kompozytor (ur. ok. 1535)
- 1618 – Jan, książę Östergötland i Finlandii (ur. 1589)
- 1622 – Ranuccio I Farnese, książę Parmy i Piacenzy oraz Castro (ur. 1569)
- 1625 – Jeremiasz z Wołoszczyzny, kapucyn, błogosławiony (ur. 1556)
- 1631 – Stefan Potocki, polski szlachcic, generał, polityk (ur. 1568)
- 1694 – Wiktoria della Rovere, wielka księżna Toskanii (ur. 1622)
- 1695 – Henry Wharton, angielski pisarz (ur. 1664)
- 1696 – Jan Kryštof Schambogen, czeski prawnik pochodzenia niemieckiego (ur. 1636)
- 1726 – Evelyn Pierrepont, angielski arystokrata, polityk (ur. 1665)
- 1729 – Abu al-Abbas Ahmad II, sułtan Maroka (ur. ok. 1677)
- 1734 – Jan Józef od Krzyża, włoski franciszkanin, święty (ur. 1654)
- 1752 – Józef Puzyna, polski duchowny katolicki, biskup inflancko-piltyński (ur. 1690)
- 1751 – (lub 30 listopada) Louise Julie de Mailly-Nesle, francuska arystokratka (ur. 1710)
- 1778 – Thomas Augustine Arne, brytyjski kompozytor (ur. 1710)
- 1792 – Efraim Brenn, polski mincerz, intendent Mennicy Warszawskiej (ur. ok. 1741)
- 1801:
  - Józef Chrapowicki, polski polityk, generał major (ur. 1731)
  - Ignacy Daszkiewicz, polski polityk (ur. ?)
- 1814 – Andriej Woronichin, rosyjski architekt, malarz (ur. 1759)
- 1815 – Franz Anton Mesmer, niemiecki lekarz (ur. 1734)
- 1819 – Michał Bergonzoni, polski lekarz pochodzenia włoskiego (ur. 1748)
- 1826 – Charles Paul Landon, francuski malarz, pisarz, historyk (ur. 1760)
- 1827:
  - Pierre Simon de Laplace, francuski arystokrata, matematyk, fizyk, astronom, wykładowca akademicki, polityk (ur. 1749)
  - Alessandro Volta, włoski hrabia, fizyk, wynalazca, konstruktor, fizjolog, tercjarz franciszkański (ur. 1745)
- 1829 – John Adams, brytyjski marynarz, buntownik (ur. 1767)
- 1831 – Paweł Boretti, polski architekt, pisarz, podporucznik, uczestnik powstania listopadowego pochodzenia włoskiego (ur. 1797)
- 1838 – Józef Straszewicz, polski ziemianin, uczestnik powstania listopadowego, historyk, wydawca (ur. 1801)
- 1849 – Alois Josef Schrenk, czeski duchowny katolicki, biskup pomocniczy ołomuniecki, arcybiskup metropolita praski i prymas Czech (ur. 1802)
- 1855 – Celina Mickiewiczowa, polska działaczka emigracyjna, żona Adama (ur. 1812)
- 1856 – Johann Nepomuk von Fuchs, niemiecki chemik, mineralog, bawarski tajny radca (ur. 1774)
- 1861 – Ippolito Nievo, włoski prozaik, poeta (ur. 1831)
- 1863 – Andrij Potebnia, ukraiński rewolucjonista, oficer armii carskiej, uczestnik powstania styczniowego (ur. 1838)
- 1864:
  - Ignacy Antoni Błeszyński, polski porucznik w służbie rosyjskiej, uczestnik powstania styczniowego (ur. 1840)
  - Ignacy Mosiński, polski duchowny katolicki, działacz narodowy, uczestnik powstania styczniowego (ur. 1812)
  - Hermann zu Wied, niemiecki arystokrata, polityk (ur. 1814)
- 1865 – Heinrich Wilhelm Schott, austriacki botanik, ogrodnik (ur. 1794)
- 1866:
  - John Conolly, brytyjski psychiatra pochodzenia irlandzkiego (ur. 1794)
  - Mateusz Wielhorski, rosyjski wiolonczelista pochodzenia polskiego (ur. 1794)
- 1867:
  - Louis Boulanger, francuski malarz, litograf, ilustrator (ur. 1806)
  - Francesco Maria Piave, włoski librecista (ur. 1810)
- 1872 – Stefan Baliński, polski architekt, malarz (ur. 1794)
- 1877 – Ludwik Klucki, polski prawnik, działacz narodowy, polityk, burmistrz Cieszyna (ur. 1801)
- 1880 – Wojciech Sowiński, polski pianista, kompozytor, publicysta muzyczny (ur. 1805)
- 1888 – Robert Spiske, polski duchowny katolicki (ur. 1821)
- 1893:
  - Ali ibn Sa’id, sułtan Zanzibaru (ur. 1854)
  - Hippolyte Taine, francuski filozof, psycholog, historyk sztuki i literatury, krytyk literacki, wykładowca akademicki (ur. 1828)
- 1895:
  - Konstanty Damrot, polski duchowny katolicki, poeta, prozaik, działacz górnośląski (ur. 1841)
  - Nikołaj Leskow, rosyjski pisarz, publicysta (ur. 1831)
  - Henry Rawlinson, brytyjski asyrolog, archeolog, dyplomata (ur. 1810)
  - Daniel Hack Tuke, brytyjski psychiatra (ur. 1827)
- 1900 – Władysław Malecki, polski malarz (ur. 1836)
- 1904 – Alfred von Waldersee, niemiecki feldmarszałek (ur. 1832)
- 1906 – Jessie White Mario, brytyjska pielęgniarka, dziennikarka, pisarka (ur. 1832)
- 1909 – Konstanty Górski, polski poeta, prozaik, krytyk literatury i sztuki, historyk (ur. 1862)
- 1910 – Bronisław Pruski, polski ziemianin, działacz społeczny (ur. 1843)
- 1913 – Uri Nissan Gnessin, żydowski pisarz (ur. 1879)
- 1914:
  - Ludwik Chwat, polski chirurg pochodzenia żydowskiego (ur. 1831)
  - Gieorgij Siedow, rosyjski porucznik marynarki, hydrograf, badacz Arktyki (ur. 1877)
- 1915:
  - Thomas R. Bard, amerykański polityk (ur. 1841)
  - Rudolf Hittmair, austriacki duchowny katolicki, biskup Linzu (ur. 1859)
- 1916:
  - Kazimierz Chłapowski, polski ziemianin, działacz społeczny, polityk (ur. 1832)
  - Aron Marcus, niemiecki działacz syjonistyczny pochodzenia żydowskiego (ur. 1843)
- 1917 – Manuel José de Arriaga, portugalski prawnik, polityk, prezydent Portugalii (ur. 1840)
- 1918:
  - Abdón Porte, urugwajski piłkarz (ur. 1890)
  - Domenico Serafini, włoski duchowny katolicki, arcybiskup Spoleto, nuncjusz apostolski, kardynał (ur. 1852)
- 1919:
  - Ernest von Koerber, austriacki polityk, premier Austrii (ur. 1850)
  - Józef Surzyński, polski duchowny katolicki, teoretyk muzyki, dyrygent, kompozytor (ur. 1851)
- 1920 – August Roman Kręcki, polski podoficer, polityk, uczestnik powstania styczniowego (ur. 1843)
- 1923 – Dora Pejačević, chorwacka kompozytorka (ur. 1885)
- 1924 – Leon Przanowski, polski ziemianin, uczestnik powstania styczniowego (ur. 1844)
- 1925:
  - Clément Ader, francuski pionier lotnictwa (ur. 1841)
  - Michel Verne, francuski pisarz science fiction (ur. 1861)
- 1926 – Ludwik Heller, polski kompozytor, antreprener, dyrektor teatrów pochodzenia austriackiego (ur. 1865)
- 1927:
  - Abbie Farwell Brown, amerykańska poetka (ur. 1871)
  - Zygmunt Bujnowski, polski malarz (ur. 1895)
  - Franciszek Mertens, polsko-austriacki matematyk (ur. 1840)
- 1929 – David Dunbar Buick, szkocko-amerykański przedsiębiorca (ur. 1854)
- 1930 – Antoni Michałowski, polski lekarz, działacz społeczny, uczestnik powstania styczniowego (ur. 1837)
- 1932 – Peder Kolstad, norweski polityk, premier Norwegii (ur. 1878)
- 1933 – Anastasija Gołowina, bułgarska lekarka (ur. 1850)
- 1934 – Jan Romer, polski generał dywizji (ur. 1869)
- 1935:
  - Bob Craig, australijski rugbysta (ur. 1881)
  - Stanisław Tołłoczko, polski chemik (ur. 1868)
- 1936 – Alfred Kowalski, polski aktor, śpiewak, tancerz (ur. ok. 1877)
- 1939 – Jan Gwalbert Pawlikowski, polski ekonomista, publicysta, historyk literatury, polityk, taternik, ekolog (ur. 1860)
- 1940 – Adolf Doliński, polski kapitan KOP, dyrektor teatru (ur. 1891)
- 1942 – Dymitr Pawłowicz Romanow, rosyjski wielki książę (ur. 1891)
- 1943:
  - (lub 7 marca) Fabijan Akinczyc, białoruski dziennikarz, publicysta, pisarz, polityk, działacz narodowy (ur. 1886)
  - Josef Bergmaier, niemiecki piłkarz (ur. 1909)
- 1944:
  - Józef Dambek, polski działacz społeczny, pedagog, przywódca TOW „Gryf Kaszubski” (ur. 1903)
  - Hans Großmann-Doerth, niemiecki prawnik, ekonomista (ur. 1894)
  - Rudolf Harbig, niemiecki lekkoatleta, długodystansowiec, żołnierz (ur. 1913)
  - Max Jacob, francuski poeta, prozaik, krytyk literacki pochodzenia żydowskiego (ur. 1876)
- 1945:
  - Karl Friedrich Giese, niemiecki działacz samorządowy, burmistrz Iławy (ur. 1883?)
  - Ludwig Landmann, niemiecki polityk pochodzenia żydowskiego (ur. 1868)
  - Edgar Puaud, francuski pułkownik (ur. 1889)
  - Lazër Shantoja, albański duchowny katolicki, męczennik, błogosławiony (ur. 1892)
  - Frank Synott, amerykański hokeista (ur. 1891)
- 1947:
  - Benjamin Blumenfeld, rosyjski szachista pochodzenia żydowskiego (ur. 1884)
  - Alfredo Casella, włoski kompozytor, pianista, dyrygent, muzykolog (ur. 1883)
  - Carl Mannich, niemiecki chemik, wykładowca akademicki (ur. 1877)
- 1950:
  - Sid Grauman, amerykański artysta wodewilowy, impresario, właściciel kin pochodzenia żydowskiego (ur. 1879)
  - Edgar Lee Masters, amerykański prozaik, poeta, dramaturg, biograf (ur. 1868)
  - Martin Schlott, niemiecki zoolog (ur. 1891)
  - Roman Szuchewycz, ukraiński działacz nacjonalistyczny (ur. 1907)
- 1951:
  - Jiří Karásek, czeski prozaik, poeta (ur. 1871)
  - Piotr Zakoworot, rosyjski szablista pochodzenia ukraińskiego (ur. 1871)
- 1952:
  - Maurycy Bornsztajn, polski neurolog, psychiatra, wykładowca akademicki pochodzenia żydowskiego (ur. 1874)
  - Isydora Nawrocka, ukraińska pisarka (ur. 1858)
  - Władimir Szczerbaczow, rosyjski kompozytor (ur. 1889)
- 1953:
  - Arkadiusz Kazimierz Balcewicz, polski podpułkownik saperów (ur. 1896)
  - Michalina Chełmońska-Szczepankowska, polska nauczycielka, poetka, tłumaczka (ur. 1885)
  - Herman J. Mankiewicz, amerykański pisarz, scenarzysta i producent filmowy pochodzenia żydowskiego (ur. 1897)
  - Siergiej Prokofjew, rosyjski kompozytor (ur. 1891)
  - Józef Stalin, radziecki polityk, przywódca ZSRR pochodzenia gruzińskiego (ur. 1878)
- 1955:
  - Paul Isberg, szwedzki żeglarz sportowy (ur. 1882)
  - Antanas Merkys, litewski polityk, premier i p.o. prezydenta Litwy (ur. 1887)
- 1957 – William Cameron Menzies, amerykański scenograf, scenarzysta i reżyser filmowy (ur. 1896)
- 1958 – Harold Smith, amerykański skoczek do wody (ur. 1909)
- 1959 – Teofil Budzanowski, polski nauczyciel, poeta, polityk, poseł na Sejm RP, porucznik AK, uczestnik powstania warszawskiego (ur. 1894)
- 1961:
  - Kjeld Abell, duński dramaturg, reżyser, dekorator teatralny i baletowy, scenarzysta filmowy (ur. 1901)
  - Fritiof Svensson, szwedzki zapaśnik (ur. 1896)
- 1963:
  - Patsy Cline, amerykańska piosenkarka (ur. 1932)
  - Ahmad Lutfi as-Sajjid, egipski intelektualista, działacz narodowy (ur. 1872)
  - Stanisław Wrona-Merski, polski lekarz, publicysta, działacz ludowy, polityk, poseł na Sejm RP, do KRN i na Sejm Ustawodawczy (ur. 1883)
- 1964:
  - Kazimierz Budzyk, polski historyk i teoretyk literatury (ur. 1911)
  - Carl Maria Splett, niemiecki duchowny katolicki, biskup gdański (ur. 1898)
- 1965:
  - Chen Cheng, tajwański wojskowy, polityk, premier i wiceprezydent Tajwanu (ur. 1897)
  - Stanisław Lam, polski wydawca, publicysta, krytyk i historyk literatury (ur. 1891)
- 1966:
  - Anna Achmatowa, rosyjska poetka (ur. 1889)
  - Tadeusz Milewski, polski językoznawca, wykładowca akademicki (ur. 1906)
  - Andrzej Rybicki, polski dramatopisarz, prozaik, poeta, tłumacz (ur. 1897)
  - Konstandinos Spetsiotis, grecki lekkoatleta, chodziarz (ur. 1883)
- 1967:
  - Mischa Auer, amerykański aktor pochodzenia rosyjsko-żydowskiego (ur. 1905)
  - John Langley, amerykański hokeista (ur. 1896)
  - Teofil Modelski, polski historyk, archiwista (ur. 1881)
  - Mohammad Mosaddegh, irański polityk, premier Iranu (ur. 1882)
  - Georges Vanier, kanadyjski wojskowy, dyplomata, polityk, gubernator generalny (ur. 1888)
- 1968 – Albertyna Helbertówna, polska działaczka działaczka PPS i Organizacji Bojowej PPS, zamachowczyni (ur. 1889)
- 1969:
  - Jo van Gastel, holenderski łucznik (ur. 1887)
  - Martin Hindorff, szwedzki żeglarz sportowy (ur. 1897)
  - Heinrich Kittel, niemiecki generał (ur. 1892)
- 1970:
  - Fred Hopkin, angielski piłkarz (ur. 1895)
  - Kazimierz Kapitańczyk, polski chemik, wykładowca akademicki (ur. 1905)
  - Abraham Polak, izraelski historyk, wykładowca akademicki (ur. 1910)
  - Christo Stojanow, bułgarski generał major, polityk (ur. 1892)
  - Reyhan Topçubaşova, azerska malarka (ur. 1905)
- 1971 – Janusz Podoski, polski malarz, fotografik (ur. 1898)
- 1972:
  - Jimmy Douglas, amerykański piłkarz, bramkarz (ur. 1898)
  - Lagarto, brazylijski piłkarz (ur. 1898)
- 1973:
  - Paweł Klecki, polsko-szwajcarski kompozytor, dyrygent pochodzenia żydowskiego (ur. 1900)
  - Helmut Körnig, niemiecki lekkoatleta, sprinter (ur. 1905)
  - Józef Rzóska, polski ekonomista, działacz społeczny (ur. 1897)
  - Fritz Stolze, niemiecki piłkarz wodny, bramkarz (ur. 1910)
- 1974 – Antoni Misiak, polski włókiennik, działacz turystyczny (ur. 1922)
- 1975:
  - Marian Kiedrzyński, polski oficer, kawaler Orderu Virtuti Militari (ur. 1895)
  - Leopold Musiał, polski chemik, wykładowca akademicki (ur. 1905)
- 1976 – Otto Tief, estoński adwokat, polityk, premier Estonii (ur. 1889)
- 1977 – Tom Pryce, walijski kierowca wyścigowy (ur. 1949)
- 1978:
  - Cesare Andrea Bixio, włoski kompozytor (ur. 1896)
  - Adolf Metzner, niemiecki lekkoatleta, sprinter (ur. 1910)
  - Zbigniew Załuski, polski eseista, publicysta (ur. 1926)
- 1980:
  - Winifred Wagner, niemiecka reżyserka teatralna pochodzenia brytyjskiego (ur. 1897)
  - Asłanbi Achochow, radziecki polityk (ur. 1912)
- 1981 – Wiktor Leja, polski lotnik, rzeczoznawca lotniczy, inżynier (ur. 1910)
- 1982:
  - John Belushi, amerykański aktor komediowy pochodzenia albańskiego (ur. 1949)
  - Józef Bursewicz, polski pisarz, felietonista, tłumacz (ur. 1927)
- 1983 – Wacław Żdżarski, polski dziennikarz, historyk, fotograf, krytyk filmowy (ur. 1913)
- 1984:
  - Tito Gobbi, włoski śpiewak operowy (baryton) (ur. 1913)
  - Just Göbel, holenderski piłkarz, bramkarz (ur. 1891)
  - William Powell, amerykański aktor (ur. 1892)
- 1985:
  - Thomas Little, amerykański scenograf filmowy (ur. 1886)
  - Brenda Ueland, amerykańska dziennikarka, redaktorka, pisarka pochodzenia norweskiego (ur. 1891)
- 1986 – Ludmiła Rudenko, rosyjska szachistka (ur. 1904)
- 1987 – Mieczysław Verocsy, polski operator filmowy (ur. 1920)
- 1988 – János Németh, węgierski piłkarz wodny (ur. 1908)
- 1989 – Lew Kaltenbergh, polski pisarz, tłumacz (ur. 1910)
- 1990:
  - Edmund Conen, niemiecki piłkarz (ur. 1914)
  - Hans Christian Nielsen, duński piłkarz (ur. 1928)
  - Klemens Szaniawski, polski filozof, logik, wykładowca akademicki (ur. 1925)
- 1991 – Stefan Kozicki, polski reportażysta, scenarzysta filmowy (ur. 1923)
- 1992 – Eduardo Airaldi Rivarola, peruwiański koszykarz, trener, sędzia, działacz sportowy (ur. 1922)
- 1993:
  - Cyril Collard, francuski pisarz, aktor, kompozytor, reżyser filmowy (ur. 1957)
  - Mieczysław Kościelniak, polski malarz, grafik (ur. 1912)
- 1994:
  - Abd Allah as-Sallal, jemeński dowódca wojskowy, polityk, prezydent i premier Jemenu Północnego (ur. 1917)
  - Jan Dobraczyński, polski pisarz, publicysta, działacz społeczny, polityk, poseł na Sejm PRL (ur. 1910)
- 1997 – Marian Cezary Abramowicz, polski prozaik, poeta (ur. 1934)
- 1998 – Władysław Myk, polski historyk, pedagog (ur. 1929)
- 1999 – Richard Kiley, amerykański aktor (ur. 1922)
- 2000 – Daniel Yanofsky, kanadyjski szachista pochodzenia żydowskiego (ur. 1925)
- 2001:
  - Franz De Mulder, belgijski kolarz szosowy (ur. 1937)
  - Ian McHarg, szkocki urbanista, architekt krajobrazu (ur. 1920)
  - Ruhi Sarıalp, turecki lekkoatleta, trójskoczek (ur. 1924)
- 2002:
  - Stanisław Jankowski, polski kapitan artylerii, architekt (ur. 1911)
  - Jacques Kalisz, francuski architekt pochodzenia polskiego (ur. 1926)
- 2003:
  - Dżabraił Jamadajew, czeczeński wojskowy, polityk (ur. 1970)
  - Kazimierz Krzos, polski pułkownik, historyk (ur. 1931)
- 2004:
  - Carlos Arosemena Monroy, ekwadorski polityk, prezydent Ekwadoru (ur. 1919)
  - Walt Gorney, amerykański aktor (ur. 1912)
  - Stanisław Musiał, polski jezuita, filozof (ur. 1938)
  - Mike O’Callaghan, amerykański polityk (ur. 1929)
  - Joan Riudavets Moll, hiszpański superstulatek (ur. 1889)
  - Masanori Tokita, japoński piłkarz (ur. 1925)
- 2005:
  - Stanisław Balcerzyk, polski matematyk, wykładowca akademicki (ur. 1932)
  - Daniel Dziarmaga, polski piłkarz (ur. 1974)
  - Wiktor Kapitonow, rosyjski kolarz szosowy i torowy (ur. 1933)
  - David Sheppard, brytyjski duchowny anglikański, krykiecista (ur. 1929)
- 2006:
  - Milan Babić, chorwacki polityk, przywódca chorwackich Serbów (ur. 1956)
  - Wojciech Barański, polski generał broni (ur. 1926)
  - Richard Kuklinski, amerykański płatny morderca pochodzenia polsko-irlandzkiego (ur. 1935)
  - Roman Ogaza, polski piłkarz (ur. 1952)
  - John Joseph Paul, amerykański duchowny katolicki, biskup La Crosse (ur. 1918)
  - Donato Squicciarini, włoski duchowny katolicki, arcybiskup, nuncjusz apostolski (ur. 1927)
- 2007:
  - Czesław Krzyszowski, polski generał dywizji (ur. 1922)
  - Marek Obertyn, polski aktor (ur. 1952)
- 2008:
  - Elfriede Kaun, niemiecka lekkoatletka, skoczkini wzwyż (ur. 1914)
  - Władysław Pożaryski, polski geolog (ur. 1910)
  - Jan Tamulewicz, polski klimatolog (ur. 1945)
  - Joseph Weizenbaum, amerykańsko-niemiecki informatyk (ur. 1923)
- 2009:
  - Stanisław Ceberek, polski polityk, poseł na Sejm PRL, senator RP (ur. 1927)
  - Irena Dzierzgowska, polska polityk, wiceminister edukacji narodowej (ur. 1948)
- 2010:
  - Pascal Garnier, francuski malarz, pisarz (ur. 1949)
  - Alberto Ronchey, włoski dziennikarz, eseista (ur. 1926)
- 2011 – Alberto Granado, argentyński pisarz (ur. 1922)
- 2012:
  - Francisco Xavier do Amaral, timorski polityk, prezydent Timoru Wschodniego (ur. 1937)
  - Marian Kuszewski, polski szablista (ur. 1933)
- 2013:
  - Hugo Chávez, wenezuelski wojskowy, polityk, prezydent Wenezueli (ur. 1954)
  - Calvin Fowler, amerykański koszykarz (ur. 1940)
  - Francis Lemaire, belgijski aktor (ur. 1936)
  - Leon Łukaszewicz, polski informatyk (ur. 1923)
  - Dieter Pfaff, niemiecki aktor (ur. 1947)
  - Rajmund Pietkiewicz, polski malarz, grafik, wykładowca akademicki (ur. 1920)
- 2014:
  - Stefania Hejmanowska, polska działaczka społeczna, polityk, senator RP (ur. 1937)
  - Selim Lemouchi, holenderski muzyk, wokalista, kompozytor, członek zespołu The Devil’s Blood (ur. 1980)
- 2015:
  - Edward Egan, amerykański duchowny katolicki, arcybiskup Nowego Jorku, kardynał (ur. 1932)
  - Evelyn Furtsch, amerykańska lekkoatletka, sprinterka (ur. 1914)
  - Umarali Kuwwatow, tadżycki przedsiębiorca, polityk opozycyjny (ur. 1968)
  - Dirk Shafer, amerykański model, aktor, reżyser i scenarzysta filmowy (ur. 1962)
- 2016:
  - Nikolaus Harnoncourt, austriacki dyrygent, wiolonczelista, publicysta muzyczny (ur. 1929)
  - Ray Tomlinson, amerykański inżynier, programista (ur. 1941)
  - Hasan at-Turabi, sudański polityk (ur. 1932)
- 2017 – Krystyna Kubicka, polska lekarka pediatra i kardiolog (ur. 1930)
- 2018:
  - Trevor Baylis, brytyjski wynalazca (ur. 1937)
  - Tomas Aguon Camacho, północnomariański duchowny katolicki, biskup Chalan Kanoa (ur. 1933)
  - André Labarthe, francuski aktor, reżyser i producent filmowy (ur. 1931)
  - Hayden White, amerykański historyk (ur. 1928)
- 2019:
  - Marian Balicki, polski duchowny katolicki, poeta (ur. 1952)
  - Moris Farhi, turecki pisarz (ur. 1935)
  - Andrzej Mateja, polski biegacz narciarski, ratownik górski (ur. 1935)
- 2020:
  - Solomon Berewa, sierraleoński polityk, wiceprezydent (ur. 1938)
  - Emilio Caprile, włoski piłkarz (ur. 1928)
  - Jagoda Komorowska, polska dziennikarka prasowa (ur. 1943)
  - Luiz Machado da Silva, brazylijski piłkarz (ur. 1938)
  - Antonio Permunian, szwajcarski piłkarz, bramkarz (ur. 1930)
  - Dżennet Połtorzycka-Stampf’l, polska dziennikarka, autorka słuchowisk radiowych, pisarka (ur. 1924)
  - Hossein Sheikholeslam, irański dyplomata, polityk (ur. 1952)
  - Alejandro Sieveking, chilijski aktor, reżyser teatralny, pisarz (ur. 1934)
- 2021:
  - Jerzy Boniecki, polski pływak (ur. 1933)
  - Patrick Dupond, francuski tancerz, aktor (ur. 1959)
  - Vilém Holáň, czeski polityk (ur. 1938)
  - Margarita Maslennikowa, rosyjska biegaczka narciarska (ur. 1928)
  - Piotr Świąc, polski dziennikarz i prezenter telewizyjny (ur. 1967)
  - Carlo Tognoli, włoski chemik, samorządowiec, polityk, burmistrz Mediolanu, eurodeputowany (ur. 1938)
- 2022:
  - Tadeusz Breguła, polski trener piłki ręcznej, działacz sportowy (ur. 1928)
  - Agostino Cacciavillan, włoski duchowny katolicki, dyplomata watykański, wysoki urzędnik Kurii Rzymskiej, kardynał (ur. 1926)
  - Adrienne Kaeppler, amerykańska antropolog tańca i muzyki (ur. 1935)
  - Denys Kiriejew, ukraiński bankier, oficer wywiadu (ur. 1977)
  - Antonio Martino, włoski politolog, wykładowca akademicki, polityk, minister spraw zagranicznych, minister obrony (ur. 1942)
  - Władimir Żoga, ukraiński pułkownik, prorosyjski separatysta (ur. 1993)
- 2023:
  - Francisco J. Ayala, hiszpański genetyk, ewolucjonista, filozof, wykładowca akademicki (ur. 1934)
  - Klaus Bonsack, niemiecki saneczkarz (ur. 1941)
  - Frank Tracy Griswold, amerykański duchowny anglikański, biskup Chicago i prymas Kościoła Episkopalnego w Stanach Zjednoczonych (ur. 1937)
  - Antal Hetényi, węgierski judoka (ur. 1947)
  - Matti Klinge, fiński historyk, wykładowca akademicki (ur. 1936)
  - Mirosław Kowalczyk, polski aktor (ur. 1957)
  - Gary Rossington, amerykański gitarzysta, członek zespołu Lynyrd Skynyrd (ur. 1951)
  - Shōzō Sasahara, japoński zapaśnik (ur. 1929)
- 2024:
  - Wiesław Kondracki, polski inżynier, ekonomista, polityk, poseł na Sejm RP (ur. 1938)
  - Rolf Larcher, szwajcarski wioślarz (ur. 1934)
- 2025:
  - Pamela Bach, amerykańska aktorka (ur. 1963)
  - Norberto Huezo, salwadorski piłkarz (ur. 1956)
  - Fred Stolle, australijski tenisista (ur. 1938)